# شهیون
شهر شهیون، مرکز بخش شهیون از توابع شهرستان دزفول در استان خوزستان قرار دارد. نقاط بسیار زیبای طبیعی شهیون این منطقه را به یکی از مناطق پر جاذبه شهرستان دزفول و استان خوزستان از نظر گردشگری تبدیل کرده‌است. این شهر در ۲۰ کیلومتری شمال شهر دزفول قرار گرفته‌است. از مناطق گردشگری و تفریحی آن می‌توان به دریاچه شهیون، قلعه شاداب (دژ شهی)، کول خرسان(دره ارواح)، بقعه صوفی‌احمد، کنارستان، بیشه دیونی، آبشار شِوی، رود بختیاری، چال‌کندی، دریاچه تمی، کوه‌های سالن، سگریون، لنگر، اسفندیاری و... اشاره کرد.
این شهر در ۲۳ کیلومتری شمال شهر دزفول قرار گرفته‌است.

## راه‌ و ارتباطات
- راه آسفالته دزفول-شهیون به طول تقریبی ۷۵ کیلومتر تا روستای لیوس کشیده شده و مسافت آن تا اولین روستا یعنی بیشه‌بزان ۱۹ کیلومتر می‌باشد.
- راه آسفالته شهیون-سردشت (جاده میانه) به طول ۳۳ کیلومتر

## زمین‌شناسی
منطقه شهیون از نظر زمین‌شناسی به دو قسمت شمالی و جنوبی تقسیم می‌شود.
قسمت جنوبی آن از انتهای گلال حیدری در جنوب بخش ۵ معروف به دره کو گرگ شروع و تا قلعه شاداب (Shadab)و روستای بیشه‌بزان ادامه دارد. این قسمت از منطقه را کنگلومرا که شامل قلوه سنگ‌های ریز و درشت با سیمانتاسیون شن و ماسه پوشیده شده‌است.
سازند کنگلومرای بختیاری ویژگی رسوبات آبرفتی–کوهپایه‌ای حاصل از فرسایش ارتفاعات را دارد که بیشتر شاملکنگلومرا و ماسه‌سنگ آهکی است که گاهی به صورت هم‌شیب و گاهی دگرشیب بر روی سازندهای کهن‌تر نهشته شده‌است.
از ویژگی‌های مهم این منطقه وجود دره‌های عمیق و دیدنی می‌باشد که مناظری بدیع از خلقت را نمایان می‌سازد.
قسمت شمال منطقه را سازند آغاجاری تشکیل می‌دهد. جنس این سازند به‌طور متناوب شامل مارن‌های سرخ رنگ همراه با لایه‌های سیلتی و ماسه سنگ‌های ریزدانه است.
سن این سازند میوسن بالایی تا پلیوسن است. این منطقه ادامه رشته کوه‌های زاگرس بوده که هرچه به مرکز منطقه نزدیک شویم تپه ماهورها، صخره‌ها و تخته سنگ‌های ماسه‌ای را تشکیل می‌دهد. این منطقه به دلیل وجود کوهپایه‌ها، دره‌های آبرفتی و چشمه‌هایی که در اغلب سال پربار اند، سرسبزی و زیبایی خیره‌کننده‌ای را در بیشتر فصول سال دارند.
به علت نزدیکی این منطقه به کوه‌های زاگرس در شمال و جلگهٔ گرم خوزستان در جنوب، گونهٔ آب و هوایی متفاوتی در این منطقه وجود دارد. بادی که از جنوب شرق می‌وزد در تابستان هوا را گرم و زمستان معتدل، و باد شمال غربی در تابستان هوا را معتدل و زمستان را سرد می‌نماید.

## صنایع دستی
- چوقا لیوس: نوعی خاص از چوقای بختیاری که در منطقه لیوس بخش شهیون بافته می‌شد که به چوقای لیوسی معروف است و در گذشته نمونه پنبه‌ای آن را برزگرها و کارگرهای بختیاری بر تن می‌کردند. امروزه نیز این نوع چوقا هنوز دارای شهرت بوده و در مراسم، همایش‌ها و یادبودها مورد استفاده قرار می‌گیرد. در حقیقت خاستگاه چوقای بختیاری از روستای لیوس است.
- کپوبافی: از صنایع دستی رایج منطقه است و برای مردم منطقه نه تنها سرشار از هنر و ذوق است، بلکه راهی برای امرار معاش خانواده‌های روستایی نیز می‌باشد. محصولات تولیدی کپوی به نقاط مختلف کشور صادر می‌شود. اهالی روستای پامنار از تیره شهایی طایفه شهی در حقیقت اولین بافندگان کپو بوده‌اند و بخش شهیون و روستای پامنار به‌عنوان مهد کپو ایران معرفی شده‌اند.
- قالی بختیاری: گونه‌ای قالی ایرانی است که در همین خطه یافت و تولید می‌شده‌است. در همهٔ شهر و روستاهای سرزمین بختیاری فرش بافی رایج است این کار از دیر باز به صورت سنتی انجام می‌شده و بیشتر توسط زنان و دختران در خانه انجام می‌شود.
  - از فرشهای معروف که امروز در اروپا و بخصوص آمریکا خواهان زیاد دارد فرش چالشتر، قهفرخ، شهرکرد، شلمزار و… می‌باشد.

## مردم
مردمان این شهر بیشتر از تیره شهی طایفه زراسوند دورکی باب می‌باشند و به زبان لری بختیاری صحبت میکنند.

## مشاغل
مشاغل عمده این منطقه کپوبافی، کشاورزی، دامداری، باغبانی، صیادی و قایقرانی در دریاچه شهیون است.

## گردشگری
نقاط بسیار زیبای طبیعی شهیون این منطقه را به یکی از مناطق پر جاذبه شهرستان دزفول و استان خوزستان از نظر گردشگری تبدیل کرده‌است. از مناطق گردشگری و تفریحی آن می‌توان به دریاچه شهیون، قلعه شاداب (دژ شهی)، کول خرسان(دره ارواح)، بقعه صوفی‌احمد، کنارستان، بیشه دیونی، آبشار شِوی، رود بختیاری، چال‌کندی، دریاچه تمی، کوه‌های سالن، سگریون، لنگر، اسفندیاری و... اشاره کرد.

### قلعه شاداب (دژ شهی)
قلعه شاداب یک قلعه طبیعی است که قدمت تاریخی آن  به دوره ساسانیان بر میگردد در ۴۰ کیلومتری شمال شهرستان دزفول در بخش شهیون با ارتفاع ۸۵۰ متر از سطح دریا و با مساحت حدود ۱۰۰۰۰ هکتار واقع شده‌است که از ضلع غربی مشرف به رودخانه دز، از شمال به روستاهای اسلام‌آباد(پای‌قلعه) و پامنار، از جنوب به کول خرسان و از شرق به روستای بیشه‌بزان منتهی می‌گردد و از چهار ضلع به وسیله دره‌های بسیار عمیق محصور شده‌است. ارتفاع دیواره‌های آن در کمترین ناحیه ۲۵ الی ۳۰ متر و در بلندترین ناحیه به بیش از ۴۰۰ متر می‌رسد. تنها راه ارتباطی این قلعه طبیعی از طریق دروازه‌ای مقدور می‌باشد که در ضلع شمالی آن و در مجاورت روستای اسلام‌آباد قرار دارد.
گونه‌های گیاهی: بلوط، بادام کوهی، انجیر، نخل، رملیک و کنار
گونه‌های جانوری: بزکوهی، پلنگ، خرس قهوه ای ، کفتارراه راه ، روباه، خرگوش، تش، جوجه‌تیغی، گراز و کل می‌باشد.
این قلعه دارای مناطق تاریخی، باستانی و معماری سنتی است که باید ثبت ملی شود.

### آبشار شوی
آبشار شِوی یکی از بزرگترین و زیباترین آبشارهای ایران در رشته کوه‌های زاگرس است. این آبشار در قسمت شمالی بخش شهیون واقع شده‌است. ارتفاع آبشار ۱۰۰ متر و عرض آن ۴۰ متر است. آب آن پس از عبور از کوه‌ها و دره‌ها، به رود دز می‌ریزد. بهترین زمان بازدید از آبشار شوی که در زبان لری بختیاری به معنای لطافت می‌باشد، ابتدای فصل بهار و خصوصاً فروردین ماه می‌باشد که طبیعت این منطقه دارای سرسبزی و طراوت دو چندان است و هنوز هوا گرم نشده‌است.
پوشش گیاهی اطراف این آبشار، تشکیل شده از درختانی مانند بید، انجیر، انگور، زبان‌گنجشک، افرا، کیکم و بلوط است. در زیر آبشار و بر روی دیواره‌های آن گیاه سیاه وشان و سایر گیاهان آب دوست روییده‌است. در نزدیکی این آبشار، آبشار بزرگ دیگری وجود دارد که گاه از آن به آبشار دوم شوی یاد می‌شود.
سالیانه صدها نفر از میهمانان ایرانی و جهانگردان خارجی در فصل بهار به شهیون دزفول آمده و به دیدن این آبشار می‌روند. برای رسیدن به آبشار شوی سه مسیر وجود دارد.
مسیر اول از سمت منطقه شهیون دزفول و روستای لیوس است
مسیر دوم نیز از سمت شهیون دزفول و روستای تله‌ملا می‌باشد
مسیر سوم از طریق ایستگاه راه‌آهن تله زنگ است.
در مسیر اول و دوم از دزفول به سمت منطقه شهیون مسیری مناسب و ماشین رو قرار دارد که تا نزدیکی آبشار ادامه دارد و پس از آن یکی دو ساعت کوهنوردی ساده‌ای که مسیری بسیار خوش منظره دارد با گذر از روستای شوی و یک آبشار کوچک و زیبایی به آبشار شوی خواهید رسید.
یکی از خصوصیات آبشار شوی این است که تا چند صد متری آبشار هیچ نشان و خبری از آبشار نیست و بعد از عبور از یک پیچ در منطقه‌ای کوهستانی با شیب‌های تند به یکباره و پس از عبور از پیچی دیگر، آبشاری زیبا در برابر شما نمایان می‌گردد.

### اشکفت زرده (کول خرسان)---> دره ارواح
اشکفت زرده (کول خرسان) در کیلومتر ۱۸ جاده شهیون-دزفول سمت غرب جاده در مجاورت روستای بیشه‌بزان واقع شده‌است که دارای آب دائمی، آبشار، بیشه زار و انواع روییدنی‌های خاص منطقه می‌باشد و از دو مسیر قابل دسترسی می‌باشد.
روستای بیشه‌بزان و روستای اسلام‌آباد.